# U.S. Route 1
U.S. Route 1 (också kallad U.S. Highway 1 eller med förkortningen  US 1) är en amerikansk landsväg. Den går 3 846 km från Key West i söder till den kanadensiska gränsen vid Fort Kent Maine i norr (den fortsätter sedan som NB 161 i Kanada).
US 1 går allmänt parallellt med den större Interstate 95, men den går betydligt längre in i landet mellan Jacksonville, Florida och Petersburg, Virginia.
US 1 förbinder de större städerna på östkusten, inkluderat; Jacksonville, Florida; Columbia, South Carolina; Raleigh, North Carolina; Richmond, Virginia; Washington, D.C.; Baltimore, Maryland; Philadelphia, Pennsylvania; New York, New York; New Haven, Connecticut; Providence, Rhode Island; Boston, Massachusetts och Portland, Maine.